# スコット・ジェームズ・レムナント
スコット・ジェームズ・レムナント（英: Scott James Remnant、1980年7月18日 - ）はオープンソースソフトウェアエンジニアである。スコットは2006年まで長年Debian開発者として働き、カノニカルでUbuntu Linuxディストリビューションの「Ubuntu開発マネージャー」として働いていた。現在はGoogleでBluetoothシステムのテクニカルリードとして働いている。

## 功績
スコットはLinuxユーモアサイトSegfault.orgを運営していた。Debian開発者であるスコットは、LibtoolやDpkgなどいくつかの重要なパッケージを保守していた。それだけでなく、Upstart初期化システムの作者としての功績もあった。また、プラネットウェブログアグリゲーションシステムも開発していた。さらに、2011年10月までUbuntu技術委員会の委員を務めていた。

## 私生活
スコットはゲイであることをカミングアウトしており、オープンソースコミュニティの他の人々をサポートするためには、そのことをオープンにすることが大切だと考えている。